# 山口恒太郎
山口 恒太郎（やまぐち つねたろう、1873年（明治6年）2月10日 - 1941年（昭和16年）4月6日）は、明治末期から昭和初期にかけて活動した日本の実業家、政治家。和歌山県出身。
元は新聞記者。福岡市の福岡日日新聞主筆となった縁で福岡にて実業界に転身し、九州電灯鉄道常務や博多商業会議所（現・福岡商工会議所）会頭などを務める。政治家としては福岡市会議員を経て立憲政友会所属の衆議院議員となった。

## 経歴
山口の経歴は、九州電灯鉄道常務時代にともに同社常務を務めた松永安左エ門の著書『勇気ある自由』（要書房より1953年刊、うち214-231頁の「山口恒太郎君の憶い出」）に詳しい。以下、特記なき場合記述の出典は同書である。

### 記者時代
山口恒太郎は1873年（明治6年）2月10日、山口兵三郎の長男として生まれた。現在の和歌山県新宮市出身。
記者としては始め朝鮮の京城（ソウル）で勤めたが、1895年（明治28年）に乙未事変が起きた際、収監された國民新聞社特派員を支援し代わりに新聞記事を送ったという縁で國民新聞社へ移籍、東京本社の政治記者となる。後に大阪支局長となった。
1899年（明治32年）4月、國民新聞主宰者の徳富蘇峰や野田卯太郎の推薦で征矢野半弥率いる福岡の福岡日日新聞へ経済部長として入社した。このときの主筆は高橋光威であったが、後に高橋の後任主筆、次いで同社主幹となっている。このころ福岡県の政界や福岡・北九州の財界との結びつきができた。

### 実業界入り
福岡日日新聞では、通信社の株式会社日本電報通信社（現・電通、1906年12月株式会社として発足）の大株主となった関係から、山口を大阪支社長として同社に転籍させると決定した。しかし山口の就任を電通創業者の光永星郎は阻止したという。一方で福岡財界の一部は山口の転出を惜しみ、山口を福岡に留まらせようと画策し、福岡の電力会社博多電灯（後の九州電灯鉄道）の株式を買収して社長に据えた。1907年（明治40年）7月のことである。
その後1908年（明治41年）12月に北九州の電鉄会社九州電気軌道の設立に際し取締役に就任。翌1909年（明治42年）には8月に福博電気軌道の設立とともに取締役に就任、9月には博多湾鉄道（後の博多湾鉄道汽船）の取締役にもなり、福岡市とその周辺の鉄道会社にも相次いでかかわった。これら3社は西日本鉄道（西鉄）の前身にあたる。
1911年（明治44年）11月、社長を務める博多電灯は福博電気軌道と合併して博多電灯軌道となった。さらに翌1912年（明治45年）6月には佐賀県の九州電気と合併して九州電灯鉄道へと発展したが（後の東邦電力）、山口はその社長職を佐賀財界の伊丹弥太郎に譲り、松永安左エ門・田中徳次郎とともに常務取締役に就任した。松永によると、社長は伊丹であるが実際のところは山口・松永・田中の常務の3人で経営一切を取り仕切っていたという。その後1914年（大正3年）12月に辞任するまで九州電灯鉄道常務を務めた。
実業界ではその後、先述の日本電報通信社の常務取締役を1915年（大正4年）7月から1918年（大正7年）9月まで務めている。

### 政界での活動
1913年（大正2年）4月28日、福岡市会議員に当選し、以後1917年（大正6年）4月25日までの1期4年間市会議員を務めた。
市会に続いて1917年4月20日実施の第13回衆議院議員総選挙に福岡県郡部選挙区から立候補し当選、衆議院議員となった。所属は立憲政友会。次の第14回総選挙では落選するが、1924年（大正13年）の第15回総選挙で当選し復帰、1928年（昭和3年）の第16回総選挙でも当選した。しかし1930年（昭和5年）2月20日実施の第17回総選挙では落選し、以後選挙に出ることはなかった。政友会では野田卯太郎の知遇を得て総務となり、また故郷新宮の旧藩主家出身の貴族院議員水野直と通じて政友会と貴族院会派研究会の連絡役としても活動した。政友会の機関紙「中央新聞」の経営にもあたった。
議員失職中の1921年（大正10年）1月、松永安左エ門の後任として博多商業会議所（現・福岡商工会議所）の第8代会頭に就任し、これを1925年（大正14年）1月まで4年間務めている。
晩年は脳血管障害で倒れ療養していた。これの再発によって1941年（昭和16年）4月6日死去。満68歳没。

## 主な役職
- 公職
  - 福岡市会議員 ： 1913年4月28日 - 1917年4月25日
  - 衆議院議員 ： 1917年4月20日 - 1920年2月26日・1924年5月10日 - 1930年1月21日（当選3回）
- 会社役員
  - 東邦電力関連
    - 博多電灯軌道株式会社社長 ： 1907年7月 - 1912年6月（旧博多電灯）[3]
    - 福博電気軌道株式会社取締役 ： 1909年8月 - 1911年11月博多電灯と合併[3]
    - 九州電灯鉄道株式会社取締役 ： 1911年11月 - 1922年5月東邦電力と合併（1914年12月まで常務）[3]
    - 東邦電力株式会社取締役 ： 1922年6月[16] - 1933年5月[17]

  - 九州電気軌道株式会社取締役 ： 1908年12月 - 1931年6月[2]
  - 博多湾鉄道汽船株式会社取締役 ： 1909年9月 - 1938年4月[2]
  - 株式会社日本電報通信社取締役 ： 1915年7月 - 1921年12月（1918年9月まで常務）[7]